# Elattoneura acuta
Elattoneura acuta är en trollsländeart. Elattoneura acuta ingår i släktet Elattoneura och familjen Protoneuridae. IUCN kategoriserar arten globalt som livskraftig.

## Underarter
Arten delas in i följande underarter:
- E. a. acuta
- E. a. lindleyi